# Politica Europeană de Vecinătate
     Statele Uniunii Europene
     Agenda de extindere
     Parteneriatul Estic
     Parteneriatul Sudic
     Alți membri ai Uniunii Mediteraneene

Politica de Vecinătate a Uniunii Europene
Statele Uniunii Europene
Agenda de extindere
Parteneriatul Estic
Parteneriatul Sudic
Alți membri ai Uniunii Mediteraneene

Politica Europeană de Vecinătate (PEV) este un instrument de relații externe a Uniunii Europene care are menirea să aproprie legăturile cu țările din estul și sudul Europei cu UE. 
Țările vizate includ Algeria, Maroc, Egipt, Israel, Iordania, Liban, Libia, Palestina, Siria, Tunisia în sud și Armenia, Azerbaidjan, Belarus, Georgia, Moldova, Ucraina în est. Rusia are un statut special cu spațiile comune UE-Rusia în loc de participarea PEV.
UE oferă asistență financiară țărilor din vecinătatea europeană, atâta timp cât îndeplinesc condițiile stricte de reformă guvernamentală, reformă economică și alte probleme legate de transformarea pozitivă. Acest proces este în mod normal susținut de un plan de acțiune, așa cum a fost convenit atât de Bruxelles, cât și de țara țintă. PEV nu acoperă țările care se află în actuala agendă de extindere a UE, Asociația Europeană de Liber Schimb sau microstatele din Europa de Vest.
UE încheie de obicei acorduri de asociere în schimbul angajamentelor privind reforma politică, economică, comercială sau a drepturilor omului într-o țară. În schimb, țării i se poate oferi acces fără tarife la unele sau la toate piețele UE (bunuri industriale, produse agricole etc.) și asistență financiară sau tehnică.